# Bobrowiecki Wierch
Bobrowiecki Wierch, także Bobrowski Wierch (słow. Bobrovecký vrch, 1408 m) – wzniesienie w orograficznie lewych zboczach Doliny Bobrowieckiej Orawskiej  w słowackich Tatrach Zachodnich. Znajduje się w grzbiecie odchodzącym od Czoła w północno-zachodniej grani Grzesia. Bobrowiecki Wierch nie jest szczytem, a jedynie  zwornikowym punktem na grani, na którym rozgałęzia się ona na dwa ramiona obejmujące Dolinkę Kwaśną – jedną z odnóg Doliny Suchej Orawickiej. Orograficznie lewe ramię jest krótsze i opada w kierunku północnym do Suchej Kiczory, ramię prawe opada w kierunku północno-wschodnim poprzez Kwaśny Wierch, Kiczorę Bobrowiecką (Kiczer) i Niżni Tomkowy Przechód do Capiego Gronia.
Bobrowiecki Wierch jest całkowicie zalesiony i nie prowadzi przez niego żaden znakowany szlak turystyczny.